# Still the Same
"Still the Same" is een nummer van de Amerikaanse band Bob Seger & The Silver Bullet Band. Het nummer verscheen op hun album Stranger in Town uit 1978. In april van dat jaar werd het nummer uitgebracht als de eerste single van het album.

## Achtergrond
"Still the Same" is geschreven door Seger en geproduceerd door Seger en Punch Andrews. Het nummer gaat over een man die een gokker bewondert, maar toch uit zijn leven verdwijnt omdat hij nooit verandert. Volgens Seger hebben mensen hem jarenlang gevraagd op wie de tekst is gebaseerd. Hij vertelde dat de gokker in het verhaal een combinatie is van verschillende mensen die hij ontmoette toen hij voor het eerst in Hollywood was.
"Still the Same" werd een hit in een aantal landen. Het bereikte de vierde plaats in zowel de Amerikaanse Billboard Hot 100 als in de Canadese hitlijst. In Nederland kwam het tot de dertiende plaats in de Top 40 en tot plaats 27 in de Nationale Hitparade, terwijl in Vlaanderen de dertigste plaats in de voorloper van de Ultratop 50 werd gehaald.

## Hitnoteringen

### Nederlandse Top 40
Alarmschijf
| Hitnotering: 08-07-1978 t/m 26-08-1978 | Hitnotering: 08-07-1978 t/m 26-08-1978 | Hitnotering: 08-07-1978 t/m 26-08-1978 | Hitnotering: 08-07-1978 t/m 26-08-1978 | Hitnotering: 08-07-1978 t/m 26-08-1978 | Hitnotering: 08-07-1978 t/m 26-08-1978 | Hitnotering: 08-07-1978 t/m 26-08-1978 | Hitnotering: 08-07-1978 t/m 26-08-1978 | Hitnotering: 08-07-1978 t/m 26-08-1978 | Hitnotering: 08-07-1978 t/m 26-08-1978 |
| Week                                   | 1                                      | 2                                      | 3                                      | 4                                      | 5                                      | 6                                      | 7                                      | 8                                      |                                        |
| -------------------------------------- | -------------------------------------- | -------------------------------------- | -------------------------------------- | -------------------------------------- | -------------------------------------- | -------------------------------------- | -------------------------------------- | -------------------------------------- | -------------------------------------- |
| Nummer                                 | 25                                     | 20                                     | 15                                     | 13                                     | 23                                     | 32                                     | 35                                     | 39                                     | uit                                    |

### Nationale Hitparade
| Hitnotering: 22-07-1978 t/m 26-08-1978 | Hitnotering: 22-07-1978 t/m 26-08-1978 | Hitnotering: 22-07-1978 t/m 26-08-1978 | Hitnotering: 22-07-1978 t/m 26-08-1978 | Hitnotering: 22-07-1978 t/m 26-08-1978 | Hitnotering: 22-07-1978 t/m 26-08-1978 | Hitnotering: 22-07-1978 t/m 26-08-1978 | Hitnotering: 22-07-1978 t/m 26-08-1978 |
| Week                                   | 1                                      | 2                                      | 3                                      | 4                                      | 5                                      | 6                                      |                                        |
| -------------------------------------- | -------------------------------------- | -------------------------------------- | -------------------------------------- | -------------------------------------- | -------------------------------------- | -------------------------------------- | -------------------------------------- |
| Nummer                                 | 49                                     | 43                                     | 28                                     | 27                                     | 36                                     | 50                                     | uit                                    |

### NPO Radio 2 Top 2000
| Nummer met noteringen in de NPO Radio 2 Top 2000 | '99  | '00 | '01 | '02 | '03  | '04  | '05  | '06  | '07  | '08  | '09  | '10  | '11  |
| ------------------------------------------------ | ---- | --- | --- | --- | ---- | ---- | ---- | ---- | ---- | ---- | ---- | ---- | ---- |
| Still the Same                                   | 1377 | -   | 912 | 896 | 1276 | 1339 | 1568 | 1512 | 1321 | 1372 | 1943 | 1900 | 1967 |

1. ↑  Een '-' betekent dat het nummer niet was genoteerd en een vetgedrukt getal geeft de hoogste notering aan.
2. ↑  Deze tabel is bijgewerkt tot en met de laatste editie (2024).